# Operatie Emily
Operatie Emily was de codenaam voor een SAS-operatie in het Franse departement Cantal.

## Geschiedenis
De SAS dropte op 8 juni 1944 een eenheid in de buurt van Aurillac. De manschappen hadden als taak meegekregen het ontregelen van het troepenvervoer naar het noorden, waar twee dagen eerder Operatie Overlord, de geallieerde landing in Normandië, van start was gegaan. De Duitsers hadden aldaar flinke versterkingen nodig en deze moesten vanuit andere delen van Frankrijk komen. De eenheid was belast met de taak dat het de oprukkende Duitse troepen zo veel mogelijk vertraging moest bezorgen. Het deed dit door diverse sabotageacties te plegen, waaronder het opblazen van spoorlijnen en depots.
Daarnaast hadden ze de opdracht het coördineren en leidden van verzetsacties, omdat de geallieerden vanwege de slechte organisatie van het Franse verzet af en toe vertraging opliepen.